# LEGO La Leyenda de Chima: El Viaje de Laval
LEGO La Leyenda de Chima: El Viaje de Laval es un videojuego perteneciente al género de acción-aventura de estilo sandbox, desarrollado por TT Games, lanzado en el mercado para la PlayStation Vita y la Nintendo 3DS el 25 de junio de 2013 El juego también fue lanzado para la Nintendo DS el 31 de agosto de 2013. 

## Jugabilidad
Al igual que con otros juegos de Lego, el juego se basa en una plataforma con personajes que tienen un conjunto único de habilidades para ayudar a progresar a través de los niveles en diferentes maneras. Mientras que el juego comienza con el jugador que controla a Laval como el jugador principal, más personajes se pueden reproducir como el juego progresa. Hay más de 60 personajes en Lego La Leyenda de Chima: El Viaje de Laval con quince niveles para combatir a través del mundo de Chima. El jugador será capaz de jugar como cualquier tribu de Chima, como los leones, águilas, gorilas, rinocerontes, cocodrilos, osos, cuervos y nómadas como Skinnet.

## Historia
La historia comienza en el torneo de justas para decidir qué tribu tomará posesión del orbe de oro Chi. La ronda final ve Laval frente a frente contra Cragger, que utiliza una lanza alargada para ganar el duelo. Laval se molestó que Cragger mantiene "engaño su camino a la victoria". Poco después de que el torneo ha terminado, una luz brillante se ve en la parte superior de la cercana Montaña Espiral. Laval asciende por la montaña y, en la cima, encuentra Cragger con una máquina que contiene tanto el orbe de oro Chi y una multitud de orbes ordinarios Chi, que amenazan con sobrecargar y perturbar el equilibrio del Chi si está activado. Laval lucha y derrota Cragger, pero es incapaz de prevenir la activación de la máquina. Cragger se jacta de que, con el Chi fuera de balance, pronto poseerá "triple poder Chi", antes de hacer su escape. 
Laval informa a su padre, pero que reciben noticia de que las tribus de águila y gorilas están bajo ataque. Laval se adentra en cada territorio tribus para luchar contra los agresores (las tribus anf wolf raven, respectivamente) y rescatar a las víctimas capturadas (incluidas sus amigos Eris y Gorzan), pero cada vez que la tribu agresor se sale con una pieza del legendario Triple-Chi Armour. 
A continuación, Cragger conduce un ataque contra el Templo del León, finalmente secuestrar Lagravis con el fin de encontrar la última pieza de la armadura. Laval y sus amigos (incluyendo Worriz, que quiere vengarse de Cragger por supuestamente traicionar la tribu lobo, manteniendo el poder de la armadura de triple Chi para sí mismo) entrar en el territorio de rinoceronte para averiguar más acerca de la armadura y la batalla Cragger una vez más, con el tiempo llevándolos a territorio Croc, donde Cragger se libera del control de Crooler y, después de unirse a los otros a luchar contra su hermana y rescatar Lagravis, Worriz toma el conjunto completo de la armadura por sí mismo después de enterarse de que su verdadero poder se puede activar en la parte superior de la espiral Montaña. 
El equipo asciende la montaña espiral, bajo una fuerte guardia por la tribu de lobo, y, finalmente, encontrar Worriz en el pico, incapaz de controlarse a sí mismo (tanto por el poder de la armadura y de ser una noche de luna llena). Laval y sus amigos luchan y derrota Cragger y Eris recita la leyenda de la armadura, que su poder debe ser utilizado cuando el Chi está fuera de balance para restaurar la tierra a su estado normal. Laval se da cuenta de que él también tiene la culpa; Cragger puso la trampa, pero él corrió directamente en ella. Impresionado de que su hijo ha comenzado a darse cuenta de sus propias limitaciones, Lagravis se pone la armadura y utiliza su poder para restaurar el equilibrio del Chi y reparar el daño causado a la tierra. 
Desafortunadamente, Crooler aparece y reinfecta Cragger con sus esporas de flores. Los dos se escape, pero Lagravis se contenta con el hecho de que el equilibrio Chi ha sido restaurada, diciendo que la tribu león continuará para protegerlo.